# Besnyői löszvölgy
Besnyői löszvölgy este o arie protejată (arie specială de conservare — SAC, sit de importanță comunitară — SCI) din Ungaria întinsă pe o suprafață de 40,99 ha, integral pe uscat.

## Localizare
Centrul sitului Besnyői löszvölgy este situat la coordonatele 47°11′40″N 18°49′36″E / 47.194444°N 18.826667°E.

## Înființare
Situl Besnyői löszvölgy a fost declarat sit de importanță comunitară în mai 2004 pentru a proteja 1 specie de animale. Situl a fost protejat și ca arie specială de conservare în februarie 2010.

## Biodiversitate
Situată în ecoregiunea panonică, aria protejată conține 3 habitate naturale: Pajiști stepice panonice pe loess, Pajiști uscate seminaturale și facies de acoperire cu tufișuri pe substraturi calcaroase (Festuco-Brometalia) (* situri importante pentru orhidee), Pajiști aluvionare inundabile, de Cnidion dubii.
La baza desemnării sitului se află o specie protejată de  nevertebrate: Euplagia quadripunctaria.
Pe lângă speciile protejate, pe teritoriul sitului au mai fost identificate 6 specii de plante.